# مصر (ألبوم)
مصر هو ألبوم حاصل على جائزة غرامي للموسيقي السنغالي يوسو ندور ويرافقه أوركسترا المصري فتحي سلامة. من خلال دمج التأثيرات العربية والتركيز على الموضوعات الدينية الإسلامية، كان الألبوم خروجًا عن إصدارات ندور السابقة.

## قائمة الأغاني
1. Allah
2. Shukran Bamba
3. Mahdiyu Laye
4. Tijaniyya
5. Baay Niasse
6. Bamba the Poet
7. Cheikh Ibra Fall
8. Touba - Daru Salaam